# Sium crispum
Sium crispum är en flockblommig växtart som beskrevs av Noronha. Sium crispum ingår i släktet vattenmärken, och familjen flockblommiga växter. Inga underarter finns listade i Catalogue of Life.